# Masaya Saitō
Masaya Saitō (japanisch 斎藤 雅也 Saitō Masaya; * 8. Juni 1985 in der Präfektur Tokio) ist ein japanischer Fußballspieler.

## Karriere
Saitō erlernte das Fußballspielen in der Universitätsmannschaft der Meiji-Universität. Seinen ersten Vertrag unterschrieb er 2008 bei Tochigi SC. Der Verein spielte in der dritthöchsten Liga des Landes, der Japan Football League. 2008 wurde er mit dem Verein Vizemeister der Japan Football League und stieg in die J2 League auf. 2010 wechselte er zum Drittligisten Sony Sendai FC. Ende 2012 beendete er seine Karriere als Fußballspieler.